# سان سوستی
سان سوستی (به ایتالیایی: San Sosti) یک کومونه در ایتالیا است که در استان کزنتزا واقع شده‌است.

## خصوصیاتسان سوستی
سان سوستی ۴۳ کیلومترمربع مساحت و ۲٬۱۲۶ نفر جمعیت دارد و ۳۵۵ متر بالاتر از سطح دریا واقع شده‌است.

## خواهرخواندهسان سوستی
شهر برا (پیدمونت) خواهرخواندهٔ سان سوستی هست.